# Francisco Macías Nguema
Francisco Macías Nguema, nascut amb el nom de Mez-m Ngueme, (Nsegayong, 1 de gener de 1924 - Malabo, 29 de setembre de 1979) fou un polític equatoguineà, primer Cap d'estat de Guinea Equatorial després de la seva independència d'Espanya el 1968, fins al seu enderrocament el 1979. És àmpliament recordat com un dels dictadors més brutals de la història.
Membre del poble Fang, Macías Nguema va ocupar nombrosos càrrecs oficials sota el domini colonial espanyol abans de ser elegit primer president del futur país independent el 1968. Els primers anys del seu govern, va consolidar el poder establint un culte extrem a la personalitat i un estat unipartidista governat pel seu Partit Nacional Obrer Unit (PUNT), i es va declarar president vitalici el 1972, un element que després va ser ratificat per referèndum l'any següent. A causa dels greus abusos dels drets humans de la seva dictadura i la mala gestió econòmica, desenes de milers de persones van fugir del país per evitar la persecució. Això va fer que Guinea Equatorial fos sobrenomenada internacionalment com la "Dachau d'Àfrica", en referència al camp de concentració. El seu govern també va provocar una fuga de cervells important, ja que els intel·lectuals i les classes educades eren objectius particulars de la seva persecució. El 1979, va ser enderrocat en un cop d'estat pel seu nebot Teodoro Obiang Nguema Mbasogo i posteriorment va ser jutjat i executat.
Segons diverses fonts, entre 20.000 i 80.000 de les aproximadament entre 200.000 i 300.000 persones que vivien al país van ser assassinades sota el seu règim, i desenes de milers més van fugir del país. S'ha comparat amb Pol Pot pel caràcter violent, impredictible i antiintel·lectual del seu govern.